# Fútbol Joven de Everton
El Fútbol Joven de Everton o Divisiones Menores de Everton, es la cantera del club Everton y de a donde gran parte de los futbolistas de Everton ha salido al profesionalismo. Actualmente participa en las competencias del Fútbol Joven de Chile, de la Asociación Nacional de Fútbol Profesional.

## Lugar de entrenamiento
Las divisiones inferiores del club Everton de Viña del Mar, entrenan en el complejo de Reñaca Alto del club, este fue inaugurado en 2015 y lleva por nombre Centro Deportivo Everton.

## Escuelas de Fútbol
El proyecto Fútbol Joven tiene como objetivo esencial ir preparando a las generaciones de recambio de Everton y fortalecer institucionalmente al club viñamarino.
Un equipo multidisciplinario de profesionales, encabezados por el jefe técnico de las divisiones inferiores, trabajan arduamente en su implementación. Desarrollan una labor formativa que incluye entrenamientos durante la semana y la participación en diversas competencias los fines de semana.
Este proyecto, de gran importancia para la institución de los oro y cielo, ha incluido la creación de varias escuelas de fútbol en ciudades diferentes a Viña del Mar, la conformación de equipos competitivos, desde la Sub-11 a la Sub-18. Asimismo, se define un trabajo especial y diferenciado con el denominado Grupo Selectivo de Proyección en el que se incluyen los talentos pertenecientes a las series desde la Sub-15 a la Sub-17.
El club Everton de Viña del Mar tiene actualmente una sola escuela de fútbol dirigida por el exfutbolista de Everton Erasmo Zúñiga.
Hay que destacar que en 2016, bajo la dirección técnica de Jonathan Orellana, la serie sub-19 consiguió un invicto de 32 partidos.

## Categoría

### Fútbol Joven
- Sub-19[1]
- Sub-17[1]
- Sub-16[1]
- Sub-15[1]

### Fútbol Infantil
- Sub-14[1]
- Sub-13[1]
- Sub-12[1]
- Sub-11[1]
- Sub-10[1]

## Jugadores
Los siguientes jugadores son subidos de vez en cuando al primer equipo, pero no son parte del plantel.
| Posición | Jugador            | Edad    |
| -------- | ------------------ | ------- |
|          | Isaac Esquenazi    | 18 años |
|          | Emmanuel Arizmendi | 18 años |
|          | Cristóbal Chadwick | 18 años |

## Palmarés

### Torneos nacionales
- Sub 17: 2006
- Sub 14: C-2011
- Sub 19: A-2016, A-2018, C-2018

### Copa de Campeones Sub-19
- Copa de Campeones 2016
- Copa de Campeones 2018